# Москвич (завод)
АТ «Московський автомобільний завод „Москвич“» — радянський і російський автомобільний завод. Підприємство випускає автомобілі «Москвич». Раніше випускало автомобілі марок «КІМ», «Renault», «Nissan» (тільки Nissan Terrano).
Історичні назви заводу: 
- Московський автоскладальний завод імені КІМ (з 1930 по 1939 рік);
- Московський автомобільний завод імені КІМ (з 1939 року до Другої світової війни);
- Московський завод малолітражних автомобілів — ЗМА або МЗМА (з 1945 по 1968 рік);
- Автомобільний завод імені Ленінського Комсомолу — АЗЛК (з 1968 до 1993 рік);
- ВАТ «Москвич» (з 1993 по 2010 рік);
- «Автофрамос» (з 1998 по 2014 рік);
- «Рено Росія» (з 2014 по 2022 рік);
- АТ «Московський автомобільний завод „Москвич“» (з 2022 року).

## Історія підприємства

### Початок діяльності
Свою діяльність завод почав 6 листопада 1930 року, приступивши до збирання легкових і вантажних автомобілів Ford. До 1933 р. Завод випускав автомобілі FORD-A і FORD-AA з імпортованих деталей. У грудні 1930 ухвалою Всесоюзного автотракторного об'єднання завод почав іменуватися "Державний автоскладальний завод імені Комуністичного Інтернаціоналу Молоді КІМ. З 1932 року завод переходить на збирання автомобілів ГАЗ-А і ГАЗ-АА з деталей, які надходили з Горького. У 1933 році завод став філією ГАЗ. У 1939 році завод стає самостійною частиною Глававтопрому і отримує назву Московський автомобільний завод імені КІМ. В цьому ж році збірку вантажівок припинили і переорієнтувались на виробництво малолітражних автомобілів. В цей час спеціально під потужності заводу розробляється малолітражний автомобіль КІМ-10. У 1940 році завод почав виробництво цієї моделі. Паралельно розроблені модифікації КІМ-10-51 кабріолет і КІМ-10-52 — чотиридверний седан. З початком Німецько-радянської війни завод переорієнтовується на військову продукцію.
У травні 1945 року прийнята Ухвала Ради Міністрів СРСР про розгортання будівництва автозаводу з випуску малолітражних автомобілів «Москвич». Завод був перейменований в Московський завод малолітражних автомобілів МЗМА.
У 1947 році розпочато серійний випуск легкових автомобілів Москвич-400. Ця модель була розроблена на основі автомобіля Opel Kadett зразка 1938 року і випускалася частково на трофейному німецькому устаткуванні. У 1948 році почалося виробництво фургона, а в 1949 і кабріолета на базі Москвич-400. В 1954 році побачив світ модернізований автомобіль Москвич-401.

## 50-ті— 60-ті
У 1956 році почато випуск нового Москвича-402, а вже в липні 1958 була проведена його модернізація. Нова версія отримала індекс Москвич-407. На цих автомобілях у 1958 році заводська команда дебютувала на міжнародних спортивних трасах.
Випуск перехідної моделі Москвич-403 розпочався в 1962 році. Окрім базових седанів Москвич-402 і 403, серійно випускалися модифікації з кузовами універсал і фургон, а також повнопривідна версія Москвич-410. У 50-і — 60-і роки, на МЗМА активно велися конструкторські експериментальні роботи. Так з'явилися: відкритий спортивний Москвич-404 з форсованим чотирьохкарбюраторним 60-сильним двигуном, купе на базі Москвича-402, гоночні «формули», на яких заводські гонщики не раз ставали чемпіонами країни. В кінці 1950-х, коли переходили на випуск 407-го, паралельно створили і випробували дві серії позашляховиків Москвич-415. Цікавим був проєкт мікроавтобуса А9 — восьмимісного автомобіля з вузлів Москвичів-407 і 410, який був створений за завданням Міністерства автомобільної промисловості СРСР і відділу автопрому Держплану. Дослідний зразок — був зібраний літом 1958-го. Проте, на початок 1960-х завод вимушений був згорнути роботи над цими перспективними проєктами — не вистачало ні засобів, ні устаткування, ні площ для їх виробництва. Проте темп оновлення серійних моделей залишався високим. Так, в 1964 році розпочато випуск автомобілів Москвич-408, а в травні 1967 з конвеєра зійшов мільйонний автомобіль марки Москвич. Ним став Москвич-408. Вже в жовтні 1967 року — був випущений Москвич-412, а вже через рік з'явилися модифікації цієї моделі з кузовами універсал і фургон. Москвич-412 непогано зарекомендував себе на спортивних трасах. Зокрема, заводська команда показала добрі результати в ралі Лондон-Сідней і Лондон-Мехіко.
У жовтні 1968 року МЗМА був перейменований в Автомобільний завод імені Ленінського комсомолу АЗЛК.

## 70-ті
- У вересні 1971 року утворено виробниче об'єднання «Авто-Москвич».
- У 1974 році з головного конвеєра заводу зійшов двомільйонний автомобіль Москвич, ним став автомобіль Москвич-412.

На початку 70-х років на АЗЛК вирішили реанімувати проєкт позашляховика Москвич-416 розробки 50-х років. Оновлену модель назвали Москвич-2150, встановили на неї двигун М-412, але далі дослідних зразків справа не пішла. Також в 70-х велася робота із створення наступника Москвича-412. Були створені дослідні зразки. Але через організаційні суперечності усередині заводу, нова серійна модель запізнювалася. Було ухвалено рішення про модернізацію Москвича-412. Автомобіль Москвич-2140, що з'явився в 1976 році, був результатом глибокого рестайлінгу М-412. Автомобіль був морально застарілим для 70-х років. А акцент конструкторських робіт змістився у бік створення передньопривідних моделей.

## 80-ті
- 25 серпня 1980 року з конвеєра зійшов тримільйонний автомобіль «Москвич». Ним став Москвич-2140.
- У 1981 році на конвеєр заводу було поставлено модель М-2140sl — покращений варіант моделі 2140.

У 80-і роки завод отримав кредит на закупівлю устаткування для виробництва передньопривідних моделей. У 1986 році з конвеєра підприємства зійшла принципово нова модель — Москвич-2141. Почалося будівництво власного моторобудівного заводу і розроблення нових двигунів, у тому числі і дизелів.
- 17 вересня 1986 року з конвеєра зійшов чотиримільйонний автомобіль «Москвич». Ним стала модель 2140sl.
- Виробництво Москвичів моделі 2140 продовжувалося до 1988 року. Потім їх повністю витіснив М-2141. Фірмова емблема підприємства введена в 80-і роки — буква «М», стилізована під зубець кремлівської стіни.

## 90-ті
На початку 90-х років АЗЛК все ще залишався одним з найбільших автомобілебудівних підприємств СРСР. Велися конструкторсько-експериментальні роботи із створення автомобілів, велося будівництво нового моторобудівного заводу. У короткостроковій перспективі готувався до серійного виробництва седан М-2142.
З розпадом СРСР — завод опинився в кризі. У 1996 році його конвеєр зупинився. Спроба Московського уряду пожвавити виробництво на заводі також не увінчалася успіхом. Модернізований автомобіль Москвич-Святогор до кінця 90-х років застарів, а роботи із створення перспективних автомобілів Москвич-2143,Москвич-2144 і Москвич-2139 фактично зупинилися.
Нова «концепція» керівництва заводу по переходу на випуск автомобілів штучного виробництва, на платформі Москвич-2141 закономірно зазнала повного краху, тому що підприємство розраховане на випуск сотень тисяч масових автомобілів не могло покривати свої витрати за рахунок епізодичних продаж дрібносерійних «люксів», створених на застарілій платформі масового автомобіля. У 2001 році завод, випустивши останні автомобілі, остаточно зупинився.

## 2000-ні
З 2001 року «Москвич» не працював - був зупинений, було відключене електроживлення.
В 2006 році арбітражний суд Москви задовільнив клопотання комітету кредиторів ОАО «Москвич» та визнав автопідприємство банкрутом. Суд відкрив у відношені заводу конкурсне производство та призначив конкурсним управлячим Олександра Іванова.
Відразу після початку конкурсного производства на торги було виставлено 100 гектарів землі з цехами, які належали "Москвичу". Їх вдалося реалізувати за 5,55 мільярда рублів (станом на 2006 р.) - покупцем виступила компанія "Метрополь".
Після визнання в 2006 році заводу “Москвич” банкрутом, корпуса нового моторного виробництва займає компанія Renault, яка виробляє такі моделі як Logan, Sandero, Duster та інші.
У вересні 2010 року завершена процедура банкротства.

## 2020-ті
23 березня 2022 року виробництво автомобілів на заводі було припинено у зв'язку з введенням санкцій через російське вторгнення в Україну.
16 травня 2022 року всі активи заводу перейшли у власність уряду Москви. Одночасно з цим весь пакет акцій, що належать Renault (67,69 %) концерну АвтоВАЗ був переданий в НАМІ, А Renault отримав опціон на зворотний викуп своєї частки в «АвтоВАЗі».
3 червня 2022 року ЗАТ «Рено Росія» офіційно перейменовано на московський автомобільний завод «Москвич».
20 жовтня 2022 року мер Москви Сергій Собянін повідомив, що відкриття заводу заплановано на грудень 2022 року. Також Собянін припустив, що завод може стати центром електромобілебудування.
23 листопада 2022 року столичний автомобільний завод «Москвич» відновив роботу. Почалося виробництво міського кросовера «Москвич 3», якою являють собою великовузлову збірку автомобіля Sehol X4 (також відомий як JAC JS4) китайської компанії JAC.
Церемонію запуску серійного виробництва відкрили віце-прем'єр, глава Мінпромторгу Денис Мантуров і мер Москви Сергій Собянін. За словами Мантурова, продажі нового кросовера марки «Москвич» почнуться в грудні.
18 січня 2023 року стало відомо, що перші електричні кросовери «Москвич 3е» з'явилися в дилерських центрах. Офіційні продажі автомобіля розпочалися 1 лютого 2023 року
На початку 2023 року «Москвич» і «Яндекс.Таксі» підписали угоду про наміри поставити 3 тис. «Москвич 3» і 2 тис. «Москвич 3e» для таксі та каршерінгу. Після цього було представлено автомобілі Москвич 3 для автосервісів Citydrive, BelkaCar, Taxovichkof і Citymobil.  Крім того, ДАІ Московської області та Ставропольського краю почали оснащувати електрокросоверами Москвич 3е. Крім того, тривала доставка для ГИБДД Москви, Краснодара та Красноярська.
У червні 2023 року Ганс Петер Мозер був призначений генеральним директором «Москвича» замість Дмитра Валентиновича Проніна, який перейшов на посаду голови ради директорів.  Мозер раніше працював у російському виробнику вантажівок Камаз, а також у німецькій промисловій фірмі Knorr-Bremse. Крім того, «Москвич» оголосив про розширення своєї дилерської мережі до більшої кількості міст по всій Росії, а також про майбутній випуск нової моделі «Москвич 6» пізніше 2023 року, а також «Москвич 5». 

## Модельний ряд

### Довоєнні автомобілі заводу ім. КІМ
| модель    | роки випуску |
| ФОРД-А    | 1930—1933    |
| ФОРД-АА   | 1930—1932    |
| ГАЗ-АА    | 1933—1939    |
| ГАЗ-А     | 1934—1935    |
| КІМ-10-50 | 1940—1941    |
| КІМ-10-51 | 1940—1941    |

### Післявоєнні автомобілі «Москвич»
| модель       | роки випуску |
| Москвич-400  | 1947—1953    |
| Москвич-400А | 1949—1953    |
| Москвич-422  | 1949—1956    |
| Москвич-401  | 1954—1956    |

### II покоління
| модель       | роки випуску |
| Москвич-402  | 1956—1958    |
| Москвич-410  | 1957—1958    |
| Москвич-423  | 1957—1958    |
| Москвич-407  | 1958—1963    |
| Москвич-410Н | 1958—1961    |
| Москвич-423Н | 1958—1963    |
| Москвич-430  | 1958—1963    |
| Москвич-411  | 1959—1961    |
| Москвич-403  | 1963—1965    |
| Москвич-424  | 1963—1965    |
| Москвич-432  | 1963—1965    |

### III покоління
| модель           | роки випуску |
| Москвич-408      | 1964—1975    |
| Москвич-426      | 1966—1975    |
| Москвич-433      | 1966—1975    |
| Москвич-412      | 1967—1975    |
| Москвич-427      | 1968—1975    |
| Москвич-434      | 1968—1975    |
| Москвич-2140     | 1976—1988    |
| Москвич-2138     | 1976—1982    |
| Москвич-2137     | 1976—1985    |
| Москвич-2136     | 1976—1982    |
| Москвич-2733     | 1976—1981    |
| Москвич-2734     | 1976—1981    |
| Москвич-21406    | 1979—1987    |
| Москвич-21403    | 1980—1987    |
| Москвич-2140-117 | 1981—1987    |

### IV покоління
| модель                  | роки випуску |
| Москвич-2141            | 1986—1996    |
| Москвич-2335 "Пікап"    | 1992—2001    |
| Москвич-Святогор        | 1997—2001    |
| Москвич Юрій Долгорукий | 1997—2000    |
| Москвич-2142            | 1997—2001    |
| Москвич-Князь Володимир | 1998—2001    |
| Москвич-Іван Каліта     | 1998—2001    |
| Москвич-Дует            | 1999—2001    |

### V покоління
| модель                    | роки випуску              |
| Москвич 3 (кросовер)      | 23.11.2022—теперішній час |
| Москвич 3e (ел. кросовер) | з 2023 року               |
| Москвич 6 (седан)         | з 2023 року               |
| Москвич 8 (кросовер)      | з 2024 року               |